# Argouges
Argouges (prononcé [aʁguʒ]) est une ancienne commune française, située dans le département de la Manche en région Normandie, peuplée de 499 habitants, devenue le 1er janvier 2017 une commune déléguée au sein de la commune nouvelle de Saint-James.

## Géographie
| Montanel (comm. nouv. de Saint-James) | Vessey (comm. nouv. de Pontorson), Villiers-le-Pré (comm. nouv. de Saint-James) | Carnet (comm. nouv. de Saint-James)                          |
| Montanel (comm. nouv. de Saint-James) | Argouges (comm. nouv. de Saint-James)                                           | Carnet (comm. nouv. de Saint-James)                          |
| Montanel (comm. nouv. de Saint-James) | Coglès (comm. nouv. des Portes du Coglais) (Ille-et-Vilaine)                    | Coglès (comm. nouv. des Portes du Coglais) (Ille-et-Vilaine) |

## Toponymie
Le nom de la localité est attesté sous les formes Argogiis en 1179, Argoges en 1186.
L'origine du toponyme Argouges n'est pas clairement résolue. Albert Dauzat évoque l'hypothèse d'une origine gauloise, soit par l'anthroponyme Argon, soit par argo, « brillant ».
François de Beaurepaire et René Lepelley évoquent le bas latin arcubia, « poste de guet »,.
Le terme arcubia a été tardivement formé sur le latin arcubius « sentinelle », contraction d'un plus ancien °arci-cubius, littéralement « celui qui dort dans la citadelle », formé à partir des mots arx, radical arc- « citadelle » et cubare « être couché ; dormir ».
Le site de cette agglomération, la plus méridionale de la Manche, correspond en effet à la limite de la frontière des tribus gauloises des Abrincates, dont la capitale est aujourd'hui Avranches, et des Riedones, dont la capitale est aujourd'hui Rennes. Cette limite est également celle de la Normandie et de la Bretagne.
Le gentilé est Argougeois.

## Histoire
Le duc Robert Ier de Normandie, pour garantir la frontière avec la Bretagne, construisit une ligne de défense sur le Couesnon avec les forteresses de Charruel en Sacey, Pontorson et Montaigu-en-Argouges.
En 1219, le nom d'Argouges figure parmi la noblesse de robe française (barons de Gratot), ce qui en fait l'une des plus vieilles familles de France.
Lors de la Révolution, trois prêtres réfractaires dit les « martyrs d'Argouges » : Gilles Berthelot (1759-1795), Joseph Deloget (1758-1796) et Gilles Gosselin (1762-1795) connurent le même sort dramatique… Julien Berthelot (1768-1798), né et mort à Argouges, dit « Le Vengeur », lieutenant de Cadoudal, sera massacré à coups de pelles à Argouges ; sa tête avait été mise à prix.

## Politique et administration

### Liste des maires
| Période                                  | Période       | Identité                         | Étiquette    | Qualité                                                             |
| ---------------------------------------- | ------------- | -------------------------------- | ------------ | ------------------------------------------------------------------- |
| Les données manquantes sont à compléter. |               |                                  |              |                                                                     |
| 1796                                     | 1797          | Joseph Sauvaget                  |              |                                                                     |
| 1797                                     | 1797          | Jacques Lebas                    |              |                                                                     |
| 1797                                     | 1797          | Charles Depincé                  |              |                                                                     |
| 1797                                     | 1797          | Pierre Blin                      |              |                                                                     |
| 1798                                     | 1800          | Jacques Lebas                    |              |                                                                     |
| 1800                                     | 1804          | Pierre Blin                      |              |                                                                     |
| 1805                                     | 1815          | Jean Salmon                      |              |                                                                     |
| 1815                                     | 1831          | César Jean Dauguet               |              |                                                                     |
| 1831                                     | 1851          | Pierre Marie François Hérambourg |              |                                                                     |
| 1851                                     | 1870          | François Nicolle                 |              |                                                                     |
| 1870                                     | 1882          | François Berthelot               |              |                                                                     |
| 1882                                     | 1904          | François Julien Trincot          |              |                                                                     |
| 1904                                     | 1912          | Pierre Marie Alison              |              |                                                                     |
| 1912                                     | 1913          | Édouard Nicolle                  |              |                                                                     |
| 1913                                     | 1917          | Alexandre Coqueman               |              | Adjoint faisant fonction                                            |
| 1917                                     | 1925          | Francis Hamard                   |              |                                                                     |
| 1925                                     | 1935          | Armand Piton du Gault            |              |                                                                     |
| 1935                                     | 1943          | François Louiche                 |              |                                                                     |
| 1943                                     | mai 1953      | Pierre Depincé                   |              |                                                                     |
| mai 1953                                 | juin 1995     | Maxime de Coniac                 | DVD puis UDF | Exploitant agricole Conseiller général de Saint-James (1961 → 1992) |
| juin 1995                                | mars 2001     | Alexandre Mury                   |              | Exploitant agricole                                                 |
| mars 2001                                | avril 2014    | Louis Lemouland                  | SE           | Agriculteur retraité                                                |
| avril 2014                               | décembre 2016 | Loïc de Coniac                   | SE           | Retraité Propriétaire du château du Gault                           |

Le conseil municipal était composé de quinze membres dont le maire et deux adjoints.

### Liste des maires délégués
| Période      | Période  | Identité               | Étiquette | Qualité   |
| ------------ | -------- | ---------------------- | --------- | --------- |
| janvier 2017 | mai 2020 | Loïc de Coniac         | SE        | Retraité  |
| mai 2020     | En cours | Chantal de Saint-Denis | SE        | Retraitée |

## Démographie
L'évolution du nombre d'habitants est connue à travers les recensements de la population effectués dans la commune depuis 1793. À partir du 1er janvier 2009, les populations légales des communes sont publiées annuellement dans le cadre d'un recensement qui repose désormais sur une collecte d'information annuelle, concernant successivement tous les territoires communaux au cours d'une période de cinq ans. 
Pour les communes de moins de 10 000 habitants, une enquête de recensement portant sur toute la population est réalisée tous les cinq ans, les populations légales des années intermédiaires étant quant à elles estimées par interpolation ou extrapolation. Pour la commune, le premier recensement exhaustif entrant dans le cadre du nouveau dispositif a été réalisé en 2008,.
En 2021, la commune comptait 499 habitants, en évolution de −5,67 % par rapport à 2015 (Manche : +0,44 %, France hors Mayotte : +2,49 %).
Argouges a compté jusqu'à 1 576 habitants en 1841.
| 1793  | 1800  | 1806  | 1821  | 1831  | 1836  | 1841  | 1846  | 1851  |
| ----- | ----- | ----- | ----- | ----- | ----- | ----- | ----- | ----- |
| 1 329 | 1 145 | 1 272 | 1 316 | 1 542 | 1 464 | 1 576 | 1 512 | 1 450 |

| 1856  | 1861  | 1866  | 1872  | 1876  | 1881  | 1886  | 1891  | 1896  |
| ----- | ----- | ----- | ----- | ----- | ----- | ----- | ----- | ----- |
| 1 440 | 1 390 | 1 302 | 1 294 | 1 272 | 1 179 | 1 152 | 1 212 | 1 164 |

| 1901  | 1906  | 1911  | 1921  | 1926 | 1931 | 1936 | 1946 | 1954 |
| ----- | ----- | ----- | ----- | ---- | ---- | ---- | ---- | ---- |
| 1 107 | 1 107 | 1 058 | 1 004 | 991  | 952  | 925  | 890  | 842  |

| 1962 | 1968 | 1975 | 1982 | 1990 | 1999 | 2008 | 2013 | 2018 |
| ---- | ---- | ---- | ---- | ---- | ---- | ---- | ---- | ---- |
| 819  | 787  | 718  | 621  | 599  | 540  | 553  | 525  | 502  |

| 2019 | - | - | - | - | - | - | - | - |
| ---- | - | - | - | - | - | - | - | - |
| 502  | - | - | - | - | - | - | - | - |

## Lieux et monuments

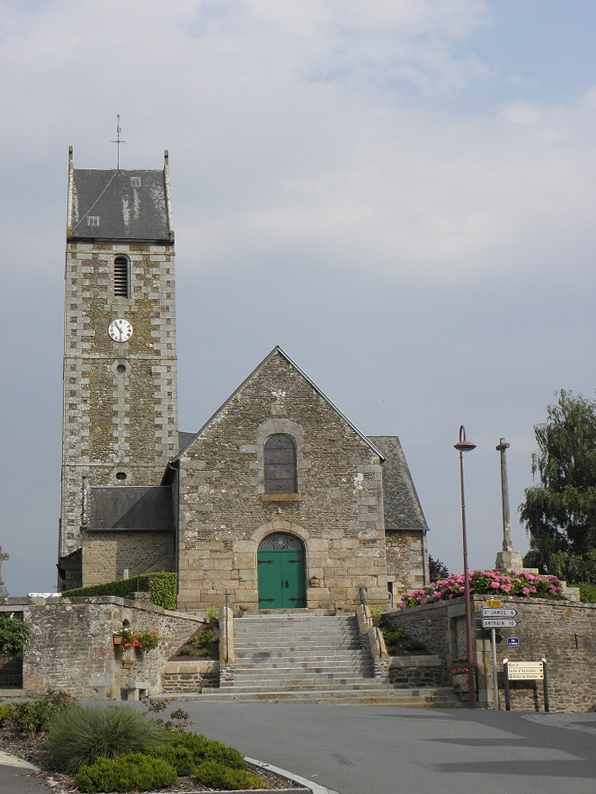
L'église Saint-Pierre.

- Église paroissiale Saint-Pierre du XVIIIe siècle, avec date sur l'édifice (1689 et 1773), des armoiries sur un mur, et un cadran solaire sur un contrefort. Elle abrite trois œuvres classés au titre objet aux monuments historiques[17] : un autel secondaire avec un tableau de la Descente de croix des XVIIIe et XIXe siècles, et deux statues du XVIIIe : saint Pierre et saint Paul. Sont également conservés un buste de Dieu le Père du XVIIe, des fonts baptismaux du XVIe, et une verrière du XIXe de Mazuet, et du XXe de J. Klein[9].
- Vestiges de la forteresse de Montaigu, à 2,4 km au sud. Du Guesclin y a séjourné.
- Château du Gault des XVIe, XVIIIe – XIXe siècles, avec son parc inscrit à l'Inventaire général du patrimoine culturel[18].
- Manoir d'Argouges de la fin du XVe siècle. Le manoir fortifié est le berceau de la famille d'Argouges. Une enceinte flanquée d'une tour d'angle à mâchicoulis enferme une cour. On entre par une porte Renaissance avec un arc surbaissé. Deux tourelles flanquent le corps de logis : l'une polygonale, l'autre qui servait de vigie est surmontée d'une lanterne posée sur des sortes de mâchicoulis d'angle[19]. Il passa ensuite entre les mains de la famille anglo-normande des Montaigu[9].
- Manoir de Jautée. Château fort bâti en 1170[20], ancienne propriété des Guiton[9]. En novembre 1581, Jacqueline de La Haye, veuve de Gilles Guiton, y accueillit, pendant cinq jours, le prince de Condé et trois de ses compagnons huguenots en fuite vers Guernesey[9],[21].
- Manoir de Marigny du XVIe siècle.
- Croix de l'ancien cimetière (1819).
- Maisons aux linteaux datés dont une de 1825.
- Vingt-sept croix anciennes en granit.
- Ancien moulin.

Pour mémoire
- À la Butte aux Carreaux-Blancs se dressait un cercle de gros cailloux dit la « Pierre Plate » ressemblant à un cromlech[9].

## Personnalités liées à la commune
- Marie-Louise Bouglé (1883-1936), féministe, qui a constitué un important fonds d'archives sur le féminisme (conservé à la bibliothèque historique de la ville de Paris). Elle est née à Argouges. Sa famille a ensuite déménagé à Vitré.